# Neel Jani
Neel Jani (Rorschach, 8 december 1983) is een Zwitsers autocoureur. In 2016 won hij de 24 uur van Le Mans voor het team van Porsche.

## Carrière
Jani begon met het karten in 1996. In 2000 maakte hij zijn debuut in de autosport zelf in de Formule Lista Junior. waarna hij in 2001 overstapte naar het Formule Renault 2000 kampioenschap, waar hij in 2002 een tweede plaats behaalde. In 2003 werd hij wederom tweede, maar dan in het Formule Renault V6 kampioenschap. Datzelfde jaar werd hij ook testrijder bij het Formule 1-team Sauber-Petronas, een rol die hij ook in 2004 vervulde. In 2005 reed hij in de toen nieuwe klasse GP2. Daarnaast werd hij ook de eerste rijder van het Zwitsers A1GP-team, een nieuw wedstrijdformule voor landenteams. Hij won op 11 december 2005 in die klasse de sprintrace voor zijn land.
In 2011 reed hij namens RSC Anderlecht in de Superleague Formula.
Sinds 2014 rijdt Jani in de 24 uur van Le Mans, waar hij in 2016 samen met Marc Lieb en Romain Dumas de race won in de Porsche 919 Hybrid van het Porsche Team.
In 2017 stapt Jani over naar de elektrische raceklasse Formule E, waar hij Loïc Duval vervangt bij het team Dragon Racing. Na één seizoen bij het team verliet hij de elektrische klasse om terug te keren naar het World Endurance Championship met Rebellion Racing.